# KQ Возничего
KQ Возничего (лат. KQ Aurigae) — одиночная переменная звезда в созвездии Возничего на расстоянии (вычисленном из значения параллакса) приблизительно 5965 световых лет (около 1829 парсеков) от Солнца. Видимая звёздная величина звезды — от +11,4m до +10,9m.

## Характеристики
KQ Возничего — красный гигант, пульсирующая медленная неправильная переменная звезда (LB) спектрального класса M. Радиус — около 74,16 солнечных, светимость — около 1278,776 солнечных. Эффективная температура — около 4008 К.